# Jiří Pleskot
Jiří Pleskot (* 3. Mai 1922 in Milostín; † 1. Dezember 1997 in Prag) war ein tschechischer Schauspieler.

## Leben
Er spielte zwischen 1955 und 1991 für Film und Fernsehen in fast 140 Produktionen mit. Auch war er Schauspieler am Theater in den Weinbergen in Prag. Pleskot war bis zu seinem Tod mit der Schauspielerin Olga Čuříková (1932–2016) verheiratet. In einer früheren Ehe war er mit der Schauspielerin Jiřina Jirásková verheiratet. Sein Grab befindet sich auf dem Friedhof von Malenice.

## Filmografie (Auswahl)
- 1967: Das Ende des Geheimagenten W4C mit Hilfe des Hundes von Herrn Foutska (Konec agenta W4C prostrednictvím psa pana Foustky)
- 1967: Hotel für Ausländer (Hotel pro cizince)
- 1973: Aktion Bororo (Akce Bororo)
- 1975: Die Kriminalfälle des Majors Zeman (30 případů majora Zemana) (Fernsehserie)
- 1976: Palette der Liebe (Paleta lásky)
- 1978: Flieg, Vogel, flieg! (Let, ptáku, let!)
- 1979: Die Märchenbraut (Arabela)
- 1980: Luzie, der Schrecken der Straße (Lucie, postrach ulice)
- 1986: Die Galoschen des Glücks (Galoše šťastia)
- 1986: Väter und Söhne (Fernsehserie)